# Verein für Bewegungsspiele Stuttgart 1893 1962-1963
Questa voce raccoglie le informazioni riguardanti il Verein für Bewegungsspiele Stuttgart 1893 nelle competizioni ufficiali della stagione 1962-1963.

## Stagione
Nella stagione 1962-1963 il Stoccarda, allenato da Kurt Baluses, concluse il campionato di Oberliga sud al 6º posto. Fu ammesso alla Bundesliga 1963-1964.

## Rosa
| N. |                     | Ruolo | Calciatore           |
| -- | ------------------- | ----- | -------------------- |
|    | Germania (bandiera) | P     | Lorenz Fischer       |
|    | Germania (bandiera) | P     | Günter Sawitzki      |
|    | Germania (bandiera) | D     | Dieter Ahrendt       |
|    | Germania (bandiera) | D     | Hans Eisele          |
|    | Germania (bandiera) | D     | Rudi Entenmann       |
|    | Germania (bandiera) | D     | Günter Seibold       |
|    | Germania (bandiera) | D     | Klaus-Dieter Sieloff |
|    | Germania (bandiera) | D     | Werner Walter        |
|    | Germania (bandiera) | C     | Oskar Hartl          |
|    | Germania (bandiera) | C     | Jürgen Kaiser        |

| N. |                     | Ruolo | Calciatore         |
| -- | ------------------- | ----- | ------------------ |
|    | Germania (bandiera) | C     | Erich Neupert      |
|    | Germania (bandiera) | A     | Karl Ender         |
|    | Germania (bandiera) | A     | Theodor Hoffmann   |
|    | Germania (bandiera) | A     | Dieter Höller      |
|    | Germania (bandiera) | A     | Eberhard Pfisterer |
|    | Germania (bandiera) | A     | Manfred Reiner     |
|    | Germania (bandiera) | A     | Gerhard Strohmaier |
|    | Germania (bandiera) | A     | Gerhard Wanner     |
|    | Germania (bandiera) | A     | Lothar Weise       |
|    | Germania (bandiera) | A     | Friedrich Zipperer |

## Organigramma societario
Area tecnica
- Allenatore: Kurt Baluses
- Allenatore in seconda:
- Preparatore dei portieri:
- Preparatori atletici:
- Analisi video:

## Calciomercato

### Sessione estiva
| Acquisti | Acquisti   | Acquisti       | Acquisti |
| R.       | Nome       | da             | Modalità |
| -------- | ---------- | -------------- | -------- |
| A        | Karl Ender | Borussia Fulda |          |

| Cessioni | Cessioni     | Cessioni                    | Cessioni |
| R.       | Nome         | a                           | Modalità |
| -------- | ------------ | --------------------------- | -------- |
| A        | Josef Christ | Sportfreunde 05 Saarbrücken |          |
| A        | Rolf Geiger  | Mantova                     |          |

## Risultati

### Oberliga sud

#### Girone di andata
| Arbitro: | Kandlbinder |

|                       |           |             |
| Höller 26’ Wanner 29’ | Marcatori | 49’ Siebert |

| Arbitro: | Heumann |

|           |           |  |
| Stein 74’ | Marcatori |  |

| Arbitro: | Riegg |

|                                      |           |  |
| Wanner 7’ Reiner 39’, 75’ Höller 84’ | Marcatori |  |

| Arbitro: | Tschenscher |

|                                          |           |                       |
| Lechner 7’ Kacmac 60’ Seibold 88’ (aut.) | Marcatori | 41’ Reiner 58’ Wanner |

| Arbitro: | Alt |

|                       |           |                         |
| Wanner 85’ Höller 88’ | Marcatori | 40’ Albrecht 70’ Strehl |

| Arbitro: | Rodenhausen |

|                |           |                       |
| Greim 30’, 63’ | Marcatori | 18’ Höller 56’ Reiner |

| Karlsruhe 29 settembre 1962 7ª giornata                                                           | Karlsruhe | 3 – 2 referto           | Stoccarda | Wildparkstadion (12 000 spett.) |
| \| \| \| \| \| Geisert 28’, 83’ Witlatschil 37’ (rig.) \| Marcatori \| 10’ Reiner 27’ Zipperer \| |           |                         |           |                                 |
|                                                                                                   |           |                         |           |                                 |
| Geisert 28’, 83’ Witlatschil 37’ (rig.)                                                           | Marcatori | 10’ Reiner 27’ Zipperer |           |                                 |

| Arbitro: | Eisemann |

|                            |           |                     |
| Höller 22’, 47’ Reiner 43’ | Marcatori | 23’ (rig.) Fröhlich |

| Arbitro: | Hager |

|                                         |           |                 |
| Jendrosch 1’ Kuster 25’, 87’ Burjan 38’ | Marcatori | 32’, 74’ Reiner |

| Arbitro: | Betz |

|                                        |           |           |
| Oehlenschläger 13’ (aut.) Zipperer 50’ | Marcatori | 75’ Nuber |

| Arbitro: | Fritz |

|                  |           |            |
| Schweighöfer 42’ | Marcatori | 27’ Reiner |

| Arbitro: | Schreiner |

|                |           |                                        |
| Weise 20’, 81’ | Marcatori | 1’ Rebele 21’ Kohlars 85’ Brunnenmeier |

| Arbitro: | Ommerborn |

|                                      |           |  |
| Schneider 1’, 49’ Seibold 58’ (aut.) | Marcatori |  |

| Arbitro: | Jacobi |

|                    |           |          |
| Ohlhauser 28’, 66’ | Marcatori | 2’ Weise |

| Arbitro: | Sparing |

|           |           |                        |
| Weise 14’ | Marcatori | 13’ Schmitt 15’ Arnold |

#### Girone di ritorno
| Arbitro: | Kandlbinder |

|                     |           |            |
| Ruoff 69’ Praxl 87’ | Marcatori | 28’ Reiner |

| Arbitro: | Tschenscher |

|              |           |  |
| Zipperer 16’ | Marcatori |  |

| Arbitro: | Ott |

|             |           |           |
| Gresens 37’ | Marcatori | 31’ Weise |

| Arbitro: | Freimuth |

|                              |           |             |
| Zipperer 16’, 53’ Höller 51’ | Marcatori | 66’ Lechner |

| Arbitro: | Alt |

|                           |           |                                         |
| Haseneder 87’, 88’ (rig.) | Marcatori | 14’ Reiner 30’ (rig.) Höller 51’ Wanner |

| Arbitro: | Eisemann |

|                                        |           |  |
| Wanner 2’, 77’ Reiner 46’ Zipperer 60’ | Marcatori |  |

| Arbitro: | Reil |

|                         |           |          |
| Wanner 11’ Zipperer 77’ | Marcatori | 61’ Wild |

| Augusta 17 febbraio 1963 23ª giornata | BC Augusta | 0 – 0 referto | Stoccarda | Rosenaustadion (7 000 spett.)\| Arbitro: \| Peters \| |
| Arbitro:                              | Peters     |               |           |                                                       |

| Stoccarda 13 aprile 1963 24ª giornata | Stoccarda | 0 – 0 referto | Hessen Kassel | Neckarstadion (13 500 spett.)\| Arbitro: \| Heumann \| |
| Arbitro:                              | Heumann   |               |               |                                                        |

| Arbitro: | Riegg |

|              |           |            |
| Kaufhold 82’ | Marcatori | 33’ Höller |

| Arbitro: | Tschenscher |

|                       |           |  |
| Höller 33’ Wanner 49’ | Marcatori |  |

| Arbitro: | Fritz |

|                  |           |  |
| Brunnenmeier 12’ | Marcatori |  |

| Stoccarda 6 aprile 1963 28ª giornata | Stoccarda | 0 – 0 referto | Fürth | Neckarstadion (13 000 spett.)\| Arbitro: \| Schäffer \| |
| Arbitro:                             | Schäffer  |               |       |                                                         |

| Arbitro: | Handwerker |

|            |           |  |
| Wanner 64’ | Marcatori |  |

| Arbitro: | Alt |

|                 |           |                                     |
| Arnold 20’, 90’ | Marcatori | 7’ Weise 14’, 89’ Wanner 39’ Höller |

## Statistiche

### Statistiche di squadra
| Competizione | Punti | In casa | In casa | In casa | In casa | In casa | In casa | In trasferta | In trasferta | In trasferta | In trasferta | In trasferta | In trasferta | Totale | Totale | Totale | Totale | Totale | Totale | DR |
| Competizione | Punti | G       | V       | N       | P       | Gf      | Gs      | G            | V            | N            | P            | Gf           | Gs           | G      | V      | N      | P      | Gf     | Gs     | DR |
| ------------ | ----- | ------- | ------- | ------- | ------- | ------- | ------- | ------------ | ------------ | ------------ | ------------ | ------------ | ------------ | ------ | ------ | ------ | ------ | ------ | ------ | -- |
| Oberliga sud | 32    | 15      | 10      | 3       | 2       | 29      | 12      | 15           | 2            | 5            | 8            | 20           | 28           | 30     | 12     | 8      | 10     | 49     | 40     | +9 |
| Totale       | 32    | 15      | 10      | 3       | 2       | 29      | 12      | 15           | 2            | 5            | 8            | 20           | 28           | 30     | 12     | 8      | 10     | 49     | 40     | +9 |

### Andamento in campionato
| Giornata  | 1 | 2 | 3 | 4 | 5 | 6 | 7  | 8 | 9 | 10 | 11 | 12 | 13 | 14 | 15 | 16 | 17 | 18 | 19 | 20 | 21 | 22 | 23 | 24 | 25 | 26 | 27 | 28 | 29 | 30 |
| --------- | - | - | - | - | - | - | -- | - | - | -- | -- | -- | -- | -- | -- | -- | -- | -- | -- | -- | -- | -- | -- | -- | -- | -- | -- | -- | -- | -- |
| Luogo     | C | T | C | T | C | T | T  | C | T | C  | T  | C  | T  | T  | C  | T  | C  | T  | C  | T  | C  | C  | T  | C  | T  | C  | T  | C  | C  | T  |
| Risultato | V | P | V | P | N | N | P  | V | P | V  | N  | P  | P  | P  | P  | P  | V  | N  | V  | V  | V  | V  | N  | N  | N  | V  | P  | N  | V  | V  |
| Posizione | 5 | 8 | 4 | 7 | 6 | 8 | 11 | 8 | 9 | 7  | 8  | 8  | 11 | 12 | 13 | 14 | 13 | 13 | 12 | 10 | 8  | 8  | 8  | 7  | 8  | 7  | 8  | 8  | 7  | 6  |

Legenda:

Luogo: C = Casa; T = Trasferta. Risultato: V = Vittoria; N = Pareggio; P = Sconfitta.

### Statistiche dei giocatori
| D. Ahrendt    | 0  | 0  | 0 | 0 |
| H. Eisele     | 30 | 0  | 0 | 0 |
| K. Ender      | 2  | 0  | 0 | 0 |
| R. Entenmann  | 29 | 0  | 0 | 0 |
| L. Fischer    | 1  | 0  | 0 | 0 |
| O. Hartl      | 5  | 0  | 0 | 0 |
| T. Hoffmann   | 20 | 0  | 0 | 0 |
| D. Höller     | 27 | 11 | 0 | 0 |
| J. Kaiser     | 1  | 0  | 0 | 0 |
| E. Neupert    | 3  | 0  | 0 | 0 |
| E. Pfisterer  | 21 | 0  | 0 | 0 |
| M. Reiner     | 26 | 12 | 0 | 0 |
| G. Sawitzki   | 29 | 0  | 0 | 0 |
| G. Seibold    | 30 | 0  | 0 | 0 |
| K. Sieloff    | 19 | 0  | 0 | 0 |
| G. Strohmaier | 7  | 0  | 0 | 0 |
| W. Walter     | 16 | 0  | 0 | 0 |
| G. Wanner     | 26 | 12 | 0 | 0 |
| L. Weise      | 16 | 6  | 0 | 0 |
| F. Zipperer   | 22 | 7  | 0 | 0 |